# Sérgio Vieira (político)
Sérgio Castelo Branco da Silva Vieira (Tete, Moçambique, 4 de maio de 1941 — África do Sul, 16 de dezembro de 2021) foi um político e poeta moçambicano.
Foi director do Departamento de Educação e Cultura da Frelimo, Governador do Banco de Moçambique e Ministro da Segurança e da Agricultura.

## Biografia
Filho de Francisco José Joaquim Frutuoso da Silva Vieira (Goa, Bardez, 14 de Agosto de 1905 - 1978), um motorista da alta sociedade moçambicana bisneto de Julião José da Silva Vieira, e de sua mulher Inês Paulino Castelo Branco (Tete, 24 de Dezembro de 1921 - 16 de Dezembro de 2014), prima-irmã de Orlando da Costa (pai de António Costa e de Ricardo Costa) nasceu e cresceu na cidade de Tete no centro de Moçambique, então uma província ultramarina portuguesa, onde com sua irmã Gabriela Castelo Branco da Silva Vieira, médica, e seu irmão José Castelo Branco, passou a sua infância.